# Kiziliurt
Kiziliurt (en àvar: Чирюрт; rus: Кизилюрт) és una ciutat de la República del Daguestan, Rússia. Es troba a la riba dreta del riu Sulak, a 64 km al nord-oest de Makhatxkalà.

## Història

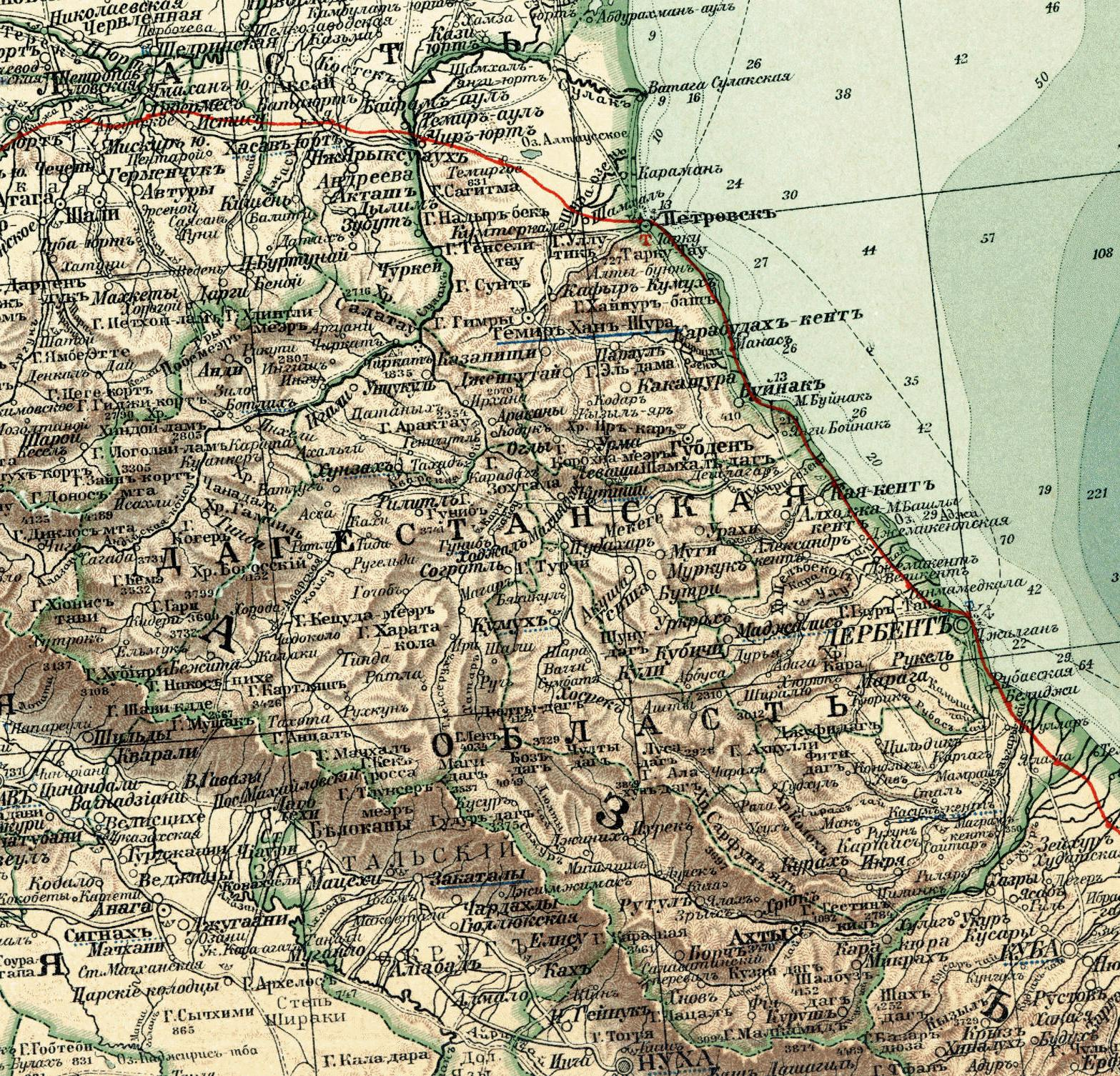
Mapa de la República del Daguestan el 1903, des de la costa, seguint la línia vermella, es pot veure Txir-Iurt.

El 19 d'octubre de 1831, durant la Guerra del Caucas, la fortalesa de Txir-Iurt va ser assetjada per tropes russes. En aquell setge va participar el famós poeta Aleksandr Polejàiev. El 1886 començaren a arribar emigrants de l'óblast de Samara per dedicar-se a l'explotació dels recursos naturals de la regió.
La ciutat va néixer de la fusió el 1963 dels assentaments de tipus urbà de Kiziliurt, Bavtugai i Sulak. Aquell any va rebre l'estatus de ciutat.
A més a més, els assentaments de tipus urbà de Novi Sulak i de Bavtugai, així com el poble de Stari Bavtugai, estan subordinats directament a Kiziliurt.

## Demografia
| 1959  | 1970   | 1979   | 1989   | 1996   | 2002   | 2008   | 2010   |
| ----- | ------ | ------ | ------ | ------ | ------ | ------ | ------ |
| 2.200 | 13.100 | 21.700 | 33.682 | 42.800 | 30.264 | 34.032 | 34.657 |